# CHAN-DT
CHAN-DT, anciennement BCTV et plus connue sous le nom de Global BC, est une station de télévision britanno-colombienne de langue anglaise appartenant à Corus Entertainment et faisant partie du réseau Global, localisée à Vancouver, Colombie-Britannique.
Elle avait une couverture de 97 % de la Colombie-Britannique en utilisant environ une centaine de ré-émetteurs dans la province, dont plusieurs ont été démantelés ou mis hors service au cours des années 2010.
Elle est aussi disponible partout au Canada sur les réseaux câblés qui la proposent dans leur offre. Elle constitue l'une des grandes stations de Global pour l'Ouest canadien et plus particulièrement pour la province de la Colombie-Britannique.
Les studios de la station se trouvent à Burnaby, une ville de la banlieue de Vancouver.

## Histoire
À l'origine, lorsqu'elle est lancée et commence à émettre le 31 octobre 1960, CHAN était une station indépendante. Elle s'affilie au réseau CTV en 1961, et devient durant plusieurs années l'une des stations piliers du réseau.
En juin 2000, Canwest Global fait l'acquisition de Western International Communications (en) (WIC), le propriétaire de CHAN, à la condition de se départir de CKVU-DT (en), affilié au réseau Global. Le contrat d'affiliation de CHAN avec le réseau CTV arrivant à expiration le 1er septembre 2001, elle change d'affiliation pour le réseau Global, alors que CIVT, une station indépendante lancée par Baton Broadcasting en 1997, reprend l'affiliation CTV à Vancouver. En juillet 2001, CHUM Limited accepte d'acquérir CKVU, qui deviendra une nouvelle station Citytv. CHUM lance aussi CIVI-TV (en) le mois suivant à Victoria.
En 2011, CanWest est acheté par Shaw Communications pour devenir Shaw Media. Depuis le 1er avril 2016, Shaw Media appartient désormais à Corus Entertainment.

## Télévision numérique terrestre et haute définition
CHAN-DT est entré en ondes en mode numérique à Vancouver le 11 avril 2008 au canal 22 et diffuse sa programmation en haute définition. Le 31 août 2011 vers 15 h 50, CHAN a mis fin à l'émetteur analogique de Vancouver. Un plan a été mis en œuvre afin de convertir tous les ré-émetteurs de CHAN au numérique d'ici 2016.
En octobre 2012, les ré-émetteurs situés à Kelowna (aussi desservi par CHBC-DT), Penticton et Vernon ont été convertis au numérique, suivis de Kamloops et Prince George. Les autres ré-émetteurs sont restés en mode analogique.